# Charles Churchman
Charles Churchman fut au XVIIIe siècle, dans la ville de Bristol, l'un des premiers entrepreneurs britanniques du chocolat.
Médecin de formation, il était propriétaire de la pharmacie Churchman et de son brevet pour une machine à broyer les fèves qu'il avait mise au point avec son fils Walter Churchman. Tous deux inventèrent en 1728 un procédé, déposé en 1729, pour le broyage par hydraulique des fèves de cacao dans leur fabrique de Castle Mills, selon l'économique Nikita Harwich et son "Histoire du cacao, Nikita Harwich Vallenilla (1992), 291 pages". Charles Churchman venait de décéder,. En 1732, le français Debuisson inventa plus modestement de son côté une "table à broyer les fèves de cacao", chauffée et horizontale devant laquelle l'ouvrier travaillait debout, et le français Doret n'introudira en France une machine hydraulique pour broyer le cacao qu'en 1778.
Les anglo-saxons déposaient alors de nombreux brevets sur les procédés de production alimentaire. Ainsi, le 25 novembre 1715, l'américaine Sybilla Masters avait inventé une machine à traiter le maïs et en 1720 Madame Clements, de Durham mit au point un procédé pour améliorer la qualité de la moutarde.
La pharmacie Churchman et son brevet pour une machine à broyer les fèves ont été rachetées en 1761, à la mort de Charles Churchman, par le quaker Joseph Fry, médecin lui aussi, qui s'associe avec Walter Churchman, le fils de Charles Churchman et fait grandir l'entreprise, qui détient dès 1764 un réseau d'agents dans 53 villes différentes et exporte en Irlande, facilement accessible en bateau de Bristol. Et c'est un maître-artisan chocolatier irlandais, commissaire de l'État, John Hannon, récemment débarqué dans la colonie du Massachusetts, qui rencontre en 1763 le chocolatier James Baker et s'associe avec lui en 1765, pour fonder à Boston une société utilisant un vieux moulin fonctionnant à l'énergie hydraulique de la Rivière Neponset, à l'origine de l'industrie chocolatière des futurs États-Unis, selon l'Histoire du chocolat de l'américain Nikita Harwich.
Charles Churchman avait été pénalisé, comme l'est son successeur, par les fiscalité des denrées coloniales, très élevée en Angleterre au XVIIIe siècle. Dans un "humble mémoire de Joseph Storrs Fry" de 1764, à l'attention de l'administration du Trésor, ce dernier signale qu'il paie de droit d'excise de 2,3 shillings par livre de cacao, en plus d'un coût de la matière première de 10 shillings environ, soit une taxation de près de 25 %. En 1776, une livre de chocolat représentait les revenus d'une semaine de travail pour un laboureur.
La veuve et le fils de Joseph Storrs Fry mettront au point en 1795 une machine à vapeur pour broyer les fèves de cacao, dans la ligne des progrès effectués en 1728 par Charles Churchman.